# Coleophora pustulosa
Coleophora pustulosa là một loài bướm đêm thuộc họ Coleophoridae. Nó được tìm thấy ở Siberia và Mông Cổ.
Chiều dài cánh trước khoảng 6 mm. Con trưởng thành bay vào tháng 7 and tháng 8.